# Mateu I Visconti
Mateu I Visconti o Mateo Magne Visconti dit «el Gran» (Invorio, 15 d'agost de 1250 - Milà, 24 de juny de 1322) fou un noble italià que va esdevenir Senyor de Milà entre 1294 i 1322.

## Llinatge
Era fill de Teoblad Visconti i Anastasia Pirovano. Fou renebot de l'arquebisbe i senyor de Milà Otó Visconti. Es casà el 1269 amb Bonacosa Borri, filla del capità Squarcino Borri. D'aquesta unió nasqueren:
- Floramonda Visconti, casada amb Guiu Mandelli
- Galeàs I Visconti (1277 - 1328), senyor de Milà
- Caterina Visconti, casada el 1298 amb Alboí I della Scala
- Zaccarina Visconti, casada amb Otó Rusconi de Como
- Marc Visconti (?-1329), senyor de Lucca
- Joan Visconti (1290 - 1354), arquebisbe i senyor de Milà
- Lluc Visconti (1292 - 1349), senyor de Milà
- Esteve Visconti (?-1327), senyor d'Arona
- Agnès Visconti, casada amb Cecí della Scala
- Beatriu Visconti, casada amb Spinetta Malaspina

## Ascens al poder i derrota dels Visconti

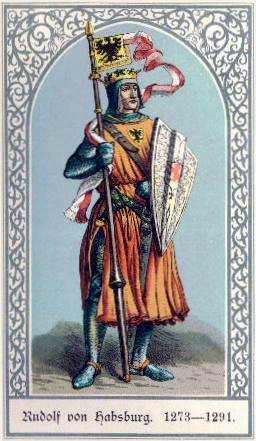
Imatge de Rodolf I d'Habsburg

Mateu Visconti fou un home d'armes que va servir fidelment el seu besoncle Otó Visconti en les lluites que aquest va lliurar per a prendre el poder a la ciutat de Milà. El desembre de 1287, amb 37 anys, el seu besoncle el nomenà Capità del poble i fou confirmat en el càrrec dos anys després. L'any 1291 el Consell General de la ciutat el nomenà senyor de Milà, sense que existís però un veritable mandat oficial del Rei dels Romans Rodolf I d'Habsburg. Finalment el maig de 1294, un correu del rei, el nomenà vicari general per a Llombardia.
El 1295, a la mort d'Otó, començà un període de batalles de poder a Milà entre els seguidors del vicari imperial (gibel·lins) i els partidaris del papa (güelfs), conduïts per la família Torriani. No sense dificultats Mateu es va mantenir al capdavant de la ciutat fins al juny de 1302, moment en el qual va haver d'enfrontar-se a una lliga que agrupava els partidaris milanesos dels Torriani i els enemics dels Visconti de les ciutats de Cremona, Pavia, Piacenza, Novara, Vercelli, Lodi, Crema i Montferrat, dirigida per Albert Scotti. Aquests tingueren un exèrcit de deu mil homes i obligaren Mateu a exiliar-se de la ciutat. La residència milanesa dels Visconti fou saquejada i destruïda, i els Torriani supervivents pogueren retornar a la ciutat. Guiu Torriani, nebot de l'últim Torriani que havia governat la ciutat va ser nomenat senyor de Milà. Mateu va romandre exiliat diversos anys a Motteggiana, com a hoste de la família Scaligeri de Verona.

## Intervenció d'Enric VII
El novembre de 1310 Mateo es trobà amb el rei dels romans Enric VII a la ciutat d'Asti (Comtat de Savoia) i aconseguí d'ell una delegació per a buscar la pau a la Llombardia. El 4 de desembre se signà un acord entre Mateu i l'arquebisbe Cassono Torrini pel qual decidiren repartir els càrrecs i el poder entre ambdues famílies. Entre desembre de 1310 fins al febrer de 1311 tractà de buscar llocs de trobada entre els güelfs Torriani i els gibel·lins Visconti, però el 13 de febrer soldats imperials d'Enric VII entraren en lluita amb membres de la família Torriani i aquests últims són expulsats de la ciutat. Enric VII torna a replantejar-se les seves aliances milaneses, renunciant al suport dels Visconti o dels Torriani i preferí reclutar als carrers uns quants ciutadans que es reuniren a la Societat dels Fidels i juraren fidelitat al rei.

### Vicari imperial
El 13 de juliol de 1311 l'emperador va vendre a Mateu el càrrec de vicari imperial per a la ciutat de Milà. Mateu, novament cap de la ciutat, no reeixí pas no obstant això lliurar-se dels Torriani. Així, s'organitzà una nova lliga gibelina que inclogué les ciutats fidels a l'emperador: Milà, Como, Novara, Vercelli, Bèrgam, Brèscia, Lodi, Cremona i Piacenza. Les tropes güelfes de Passerino Torriani finalment foren derrotades el març de 1312 a Soncino.
El 29 de juny de 1312 Enric VII és coronat emperador pel papa Climent V. El seu regnat serà molt curt, ja que morí el 24 d'agost de 1313 a Buonconvento (Toscana). Aprofitant la seva mort Robert d'Anjou prengué el lideratge del partit güelf i fou proclamat vicari pontifici de la Llombardia pel mateix Clement V, ajudat al seu torn per la família Torriani. Els fills de Mateu intentaren posar ordre a la situació, aconseguint la derrota dels güelfs a les batalles de Gaggiano i Rho, aturar l'act de Piacenza i aconseguir l'enclavament de Tortona. El 1315 Marco Visconti aconseguí derrotar el senescal angeví prop de Voghera i posteriorment s'ocuparen les ciutats de Montecatini Terme, Pavia, Alessandria i Vercelli. El 1316 una revolta popular expulsa de Parma al güelf Gibert de Correggio, vicari angeví.

## Lluita amb el papat

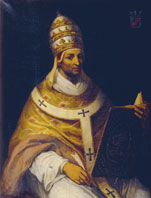
Imatge del papa Joan XXII

L'elecció del nou papa Joan XXII l'any 1316, d'origen francès, inicia un nou front de lluita. El papa envià dos emissaris a les ciutats gibelines de Milà, Verona i Màntua, on presenten als seus senyors la prohibició papal d'usar el títol de vicari imperial. Al març, una butlla del papa confirma aquesta prohibició a qualsevol que usés aquest títol si ho havia atorgat el difunt emperador Enric VII.
L'agost del mateix any Joan Visconti fou escollit arquebisbe de Milà pel capítol milanès però el papa es negà a acceptar aquest nomenament i nomenà el clergue franciscà Aicardo Antimiani, partidari dels Torriani. El 1318, els bisbes d'Asti i Como acusen Mateu d'heretgia i és excomunicat. El papa confirma l'excomunió a l'abril i l'estén als gibel·lins Cangrande I della Scala, senyor de Verona i Passerino Bonacossi, senyor de Màntua.

### Repercussions amb Gènova
Durant aquest temps, les quatre grans famílies de la República de Gènova es disposaren a enfrontar-se. D'una banda els Grimaldi i els Fieschi, güelfs i pròxims al rei Robert d'Anjou, i per una altra banda els Spínola i els Doria, gibel·lins i propers als Visconti. El març de 1318 els Dòria, amb l'ajuda de Marc Visconti, prenen Albenga i Savona i el maig de 1318 procedeixen a assetjar la ciutat de Gènova, setge que prosseguí fins al 1320.

### Procés contra Mateu Visconti
El 1319 un exèrcit compost de güelfs florentins i bolonyesos s'apoderà de Brèscia i Cremona. Lluc Visconti derrotà el senescal angeví Hug dels Baus, el qual que desitjava apoderar-se d'Alessandria. El príncep Felip de Valois fou reclamat pel papa perquè acabés amb les forces proviscontinianes, així es trobà a l'agost de 1320 amb les tropes llombardes a les ribes del riu Sesia però davant el poder d'aquestes esperà un mes i retornà a França.
El 1320 s'inicià a la nova seu papal, establerta a Avinyó un procés contra Mateu en el qual se l'acusà de nigromància per a provocar la mort del papa, amb la complicitat de Dante Alighieri. Mateu es negà al setembre del mateix any a anar fins a Avinyó al·legant la seva avançada edat (70 anys) i la seva mala salut. El tribunal d'Avinyó dictà la seva sentència el febrer de 1321 i Mateu fou condemnat en rebel·lia de les seves acusacions de nigromància i al desembre del mateix any el papa sol·licità a l'arquebisbe de Milà que iniciàs un nou procés contra Mateu i el seu fill Galeàs Visconti per heretgia.
La guerra seguí destrossant la Llombardia, així Marc Visconti a l'abril derrotà un exèrcit güelf a Vercelli però al juny no pogué entrar a Asti, apoderant-se les tropes angevines de la ciutat de Valenza. Per la seva banda Galeàs assetjà entre setembre i novembre del mateix any les ciutats de Crema i Cremona i derrotà els francesos a Piacenza i Lodi.

## Mort de Mateu

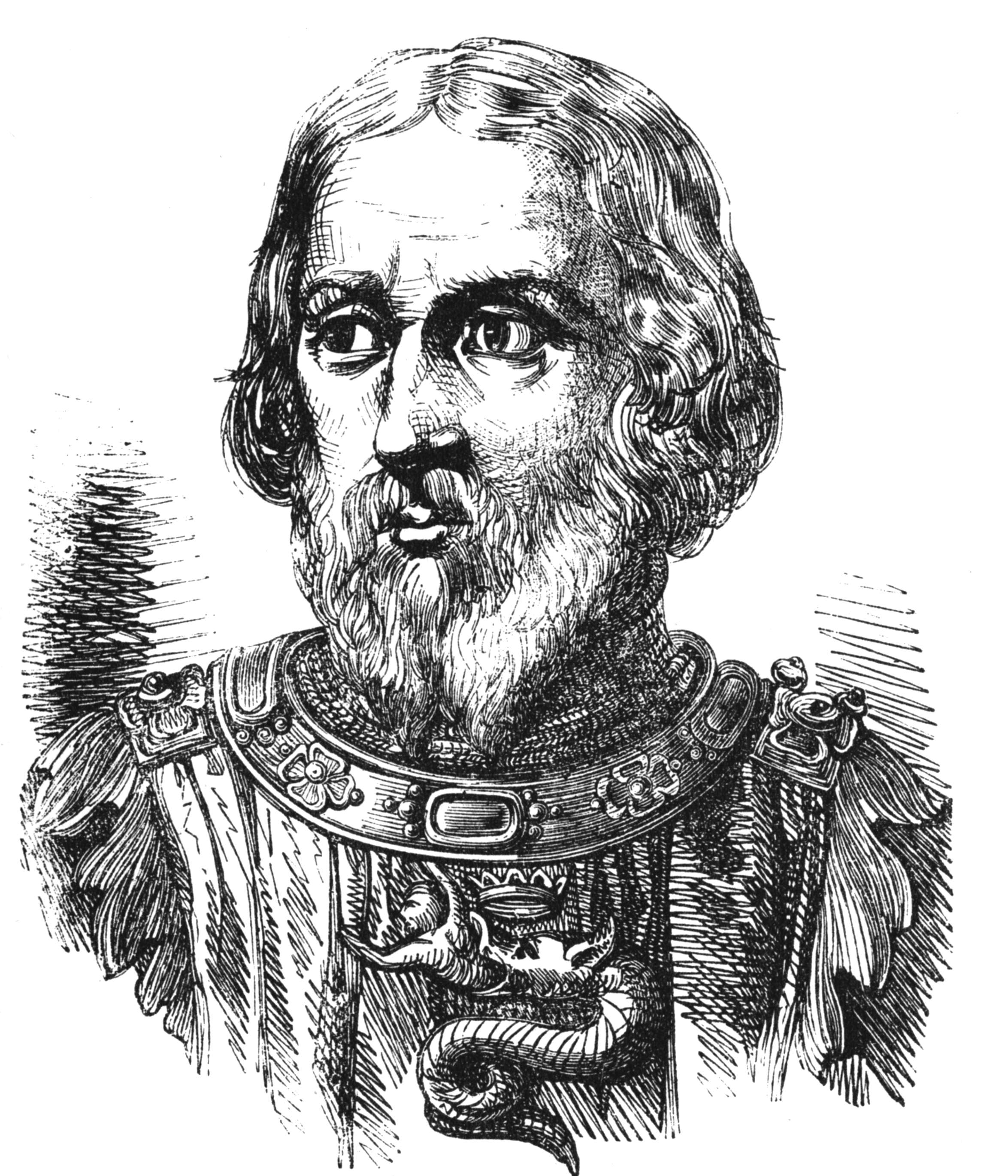
Imatge de Galeàs I Visconti

A l'inici de 1322 semblà que l'Església Catòlica havia decidit acabar amb els Visconti. El cardenal i legat papal Bertrand du Poujet proclamà, des d'Asti, la santa creuada contra els Visconti amb reunió dels croats a Valenza. Al març de 1322 l'acusació d'heretgia va estendre's a tots els fills de Mateu i foren enviades 1.465 citacions per a comparèixer davant el tribunal. L'arquebisbe de Milà, Aicardo Antimiani, condemnà Mateu Visconti per heretge i confiscà els seus béns i s'anul·laren tots els seus honors.
A final de maig Galeàs va deixar el govern de Piacenza a la seva esposa Beatriu d'Este i al seu fill Assó per a fer-se càrrec del govern de Milà, que li confià Mateu abans de retirar-se a Crescenzago, on morí.